# 滑動關節

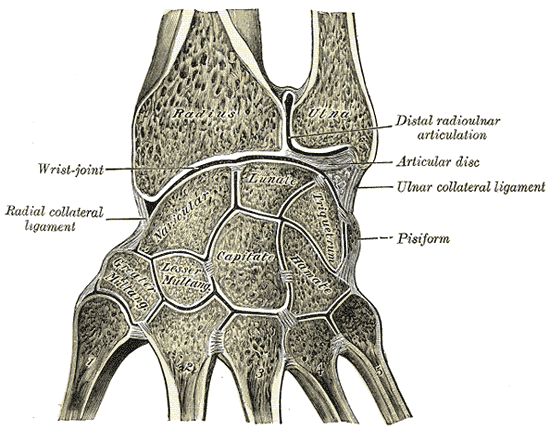
滑動關節

滑動關節，又稱平面關節（Plane joint），是使骨塊左右滑動的關節。在此種關節中，骨的表面實際上是平的，兩骨塊間彼此滑過而產生動作，可進行多方向的相對移動。滑動關節見於手的腕骨之間和足的跗骨之間。

## 外部連結
- 平面關節 （页面存档备份，存于）
- Animated diagram at mc.edu
- eMedicine Dictionary上的plane+joint